# Printzheim
Printzheim je občina v departmaju Bas-Rhin francoske regije Alzacija.
Leta 2011 je v občini živelo 215 oseb oz. 50 oseb/km².